# Die, My Love
Die, My Love is een Amerikaanse zwarte komedie-thriller uit 2025, geregisseerd en mede geschreven door Lynne Ramsay. De film is gebaseerd op de roman Matate, amor van de Argentijnse schrijfster Ariana Harwicz, uit 2012. De hoofdrollen worden vertolkt door Jennifer Lawrence en Robert Pattinson.

## Verhaal
Het verhaal speelt zich af in landelijk Amerika en draait om een vrouw die net een baby heeft gekregen en te kampen krijgt met een post-partumdepressie, waarvan haar man zich niet bewust lijkt te zijn.

## Rolverdeling
| Acteur            | Personage |
| ----------------- | --------- |
| Jennifer Lawrence | Grace     |
| Robert Pattinson  | Jackson   |
| Lakeith Stanfield | Karl      |
| Sissy Spacek      | Pam       |
| Nick Nolte        | Harry     |

## Productie
In november 2022 bevestigde Jennifer Lawrence dat ze de hoofdrol zou spelen in een verfilming van Ariana Harwiczs roman Matate, amor (Nederlands: Sterf, liefste), geregisseerd door Lynne Ramsay, gebaseerd op een scenario dat ze samen met toneelschrijver Enda Walsh schreef. Ramsay benaderde Walsh om de eerste versie van het script te schrijven voordat ze de tweede en laatste versie schreef. In juli 2024 was Robert Pattinson in gesprek om zich bij de cast te voegen. De film wordt geproduceerd door Martin Scorsese en Andrea Calderwood en Black Label Media, samen met Excellent Cadaver van Lawrence en Justine Ciarrocchi. In augustus voegden Lakeith Stanfield, Sissy Spacek en Nick Nolte zich bij de cast.
In april 2024 zei Ramsay dat ze muziek had geschreven samen met George Vjestica, die Lawrence mogelijk zou zingen.

### Filmopnames
De filmopnames gingen op 19 augustus 2024 van start in en rond Calgary, Canada en werden afgerond op 16 oktober. De opnames zouden oorspronkelijk in 2023 plaatsvinden, maar werden uitgesteld vanwege de stakingen van de WGA en de SAG-AFTRA in Hollywood. Cameraman Seamus McGarvey filmde op 35mm-film met een beeldverhouding van 1.33:1.

## Release
Die, My Love ging op 17 mei 2025 in première op het Filmfestival van Cannes in de competitie voor de Gouden Palm.

## Prijzen en nominaties
De belangrijkste:
| Jaar | Prijs                   | Categorie   | Genomineerde(n) | Uitslag     |
| ---- | ----------------------- | ----------- | --------------- | ----------- |
| 2025 | Filmfestival van Cannes | Gouden Palm | Lynne Ramsay    | Genomineerd |